# Antygen
Antygen (źródłosłów niejasny: stgr. ἀντί anti, przeciw, γένος genos, ród, rodzaj; przytaczane także ang. antigen = antibody generator, generator przeciwciał) – substancja, która wykazuje antygenowość (właściwość wiązania się ze swoistymi przeciwciałami) oraz immunogenność (właściwość wywołania przeciw sobie odpowiedzi odpornościowej), przy czym znane są antygeny, tzw. hapteny, które stają się immunogenne dopiero po związaniu się z nośnikiem.
W bardziej ogólnym sensie antygen to każdy związek chemiczny, który może być wykryty za pomocą swoistych przeciwciał w różnych metodach diagnostycznych. Pojęcie antygenu jest szerokie i zależne od kontekstu – mianem antygenu można określić całą komórkę bakteryjną lub tylko jedno z białek na jej powierzchni.

## Klasyfikacja
Ze względu na sposób aktywacji układu odpornościowego wyróżnia się dwa rodzaje antygenów:
- immunogeny – charakteryzujące się immunogennością i antygenowością
- hapteny – małe cząsteczki wykazujące tylko antygenowość, niezdolne do samodzielnego wywołania odpowiedzi odpornościowej, chyba że występują jako element kompleksu z cząsteczkami o większych rozmiarach.

Inny sposób klasyfikacji antygenów uwzględnia udział limfocytów T w rozwoju odpowiedzi odpornościowej na daną substancję. W takim układzie wyróżniamy:
- antygeny grasiczozależne, które wymagają udziału limfocytów T do wzbudzenia odpowiedzi
- antygeny grasiczoniezależne, niewymagające udziału limfocytów T w indukcji odpowiedzi.

Antygeny można także podzielić ze względu na liczbę epitopów na pojedynczej cząsteczce antygenu rozpoznawanych przez dane przeciwciało:
- antygeny monowalentne (jednowartościowe), zawierające tylko jeden epitop i wiążące się z pojedynczym paratopem
- antygeny poliwalentne (wielowartościowe), posiadające wiele epitopów.

Należy zauważyć, iż niektórzy autorzy pod pojęciem antygenów poliwalentnych rozumieją duże antygeny posiadające wielokrotnie powtarzający się identyczny epitop, natomiast antygen posiadający wiele różnych epitopów określany jest wówczas jako multiwalentny. Stosowana jest też nomenklatura, w której nie rozróżnia się multi- i poliwalentności, lecz wspomina się o antygenach multiwalentnych jednodeterminantowych (antygen z wieloma identycznymi epitopami) lub wielodeterminantowych (antygen z wieloma różnymi epitopami). Rozróżnienia te są istotne, bowiem wartościowość antygenu ma znaczenie zarówno dla aktywacji limfocytów B, które wytwarzają przeciwciała, jak i dla możliwości tworzenia kompleksów immunologicznych (immunoprecypitacja).
Można także dokonać podziału antygenów na podstawie „pokrewieństwa” z antygenami danego organizmu. Wyróżnia się wtedy autoantygeny, izoantygeny, alloantygeny oraz heteroantygeny. Takie rozróżnienie jest istotne zwłaszcza w transplantologii. Podział ten można także bardziej uogólnić, mówiąc jedynie o autoantygenach i antygenach nominalnych.
Inne pojęcia klasyfikujące lub wyróżniające określone rodzaje antygenów:
- antygeny natywne – nie ulegają przetworzeniu w komórkach prezentujących antygen
- alergeny – antygeny wywołujące reakcje alergiczne
- superantygeny – antygeny wywołujące nieswoistą, masową aktywację limfocytów T prowadząco do wydzielania znacznych ilości cytokin
- antygeny nowotworowe (neoantygeny) – antygeny charakterystyczne lub częściej występujące w przypadku komórek nowotworowych
- tolerogeny – nie wywołują klasycznej odpowiedzi odpornościowej, ich podanie prowadzi do rozwoju tolerancji immunologicznej.

Odpowiedź odpornościowa na dany antygen może być modyfikowana przez obecność innego antygenu – zjawisko to nazywamy konkurencją antygenową.

## Geneza terminu
Termin „antygen” ewoluował razem z pojęciem „przeciwciało” i nie jest jasne, kto użył go po raz pierwszy. Zwykle uważa się, że pojęcie zostało wprowadzone w 1899 roku przez Ladislasa Deutscha (Laszlo Detre), a upowszechnił je noblista Paul Ehrlich.